# Augustin Torborch
Augustin Torborch (Vorname auch Augustinus; Nachname auch Torborck; * 1734 in München; † 3. April 1772) war Augustiner-Chorherr sowie Bibliothekar der Stiftsbibliothek im Kloster Indersdorf im Kurfürstentum Bayern. Zudem wirkte er als Mathematiker und Astronom.

## Leben
Augustin Torborch wurde nach einem Vorbereitungsjahr in den Konvent der Indersdorfer Augustiner-Chorherren aufgenommen. Er studierte an der Universität Ingolstadt Philosophie und Mathematik, danach Theologie und Kirchenrecht. Nach der Priesterweihe wurde er als Festtagsprediger eingesetzt und übernahm später auf Wunsch des Superiors seelsorgliche Aufgaben in einem Klosterpfarrdorf. 1769 wurde er als Mitglied in die Bayerische Akademie der Wissenschaften berufen. Dort veröffentlichte er eine Abhandlung über die Berechnung der Kegelschnitte. Besondere Verdienste erwarb er sich mit einem Katalog, in dem die umfangreiche Handschriftensammlung der Indersdorfer Stiftsbibliothek zusammengestellt ist.
Ein Totenrotel, in dem nach einem vorgedruckten Text eine handschriftliche Aufzeichnung über den Verstorbenen folgt, ist enthalten im Band 4 (1770–1772) in Die Totenrotelsammlung von St. Emmeram, S. 343f.

## Werke
- Abhandlung von den Kegelschnitten, München 1763
- Catalogus Manuscriptorum Bibliothecae Ecclesiae Canonicorum Regularium Sancti Augustini in Undenstorff (Handschriftenkatalog, 46 Blätter) Indersdorf, Augustinerchorherrenstift, 1769 Digitalisat